# Turbine Banki
Pour les articles homonymes, voir Banki.

Schéma d'une turbine Banki tangentielle :
1 Soupape de purge d'air ;
2 Distributeur ;
3 Carter de turbine (tout gris épais) ;
4 Rotor ;
5 Carter arrière amovible ;
6 Ailette ;
7 Eau sortante ;
8 Arbre.

La turbine à flux croisé, turbine Banki-Michell, ou turbine Ossberger, est une turbine hydraulique développée par l'Australien Anthony Mitchell, le Hongrois Donát Bánki et l'Allemand Fritz Ossberger.

## Présentation
Michell a obtenu un brevet pour sa version de la turbine en 1903, et la compagnie Weymouth la fabriqua de nombreuses années. 
Le premier brevet de Ossberger lui fut accordé en 1922, et il produisit cette turbine en série. De nos jours, la société fondée par Ossberger est le principal fabricant de ce type de turbine.
Une turbine Banki est une turbine à action et contrairement à la plupart des autres turbines hydrauliques, qui ont un flux axial ou radial, une turbine Banki a un flux transversal. C'est-à-dire que l'eau s'écoule au travers des pales de la turbine. Comme pour une roue à aubes, l'eau entre par un côté de la turbine et ressort par le côté opposé. L'eau traverse ainsi deux fois les pales de la turbine. Il n'y a pas de gain d'efficacité à espérer de ce type de turbine ; le choix dépend du débit, de la hauteur de chute et du rendement souhaité. Ce type de turbine opère à basse vitesse, car il serait inefficace à grande vitesse et grand débit.